# ユニスワップ
ユニスワップ（英: Uniswap）は、暗号資産の交換に利用される分散型金融（DeFi: Decentralized Finance）プロトコル。
ユニスワップという名前は、ユニスワッププロトコルを開発した企業Uniswap Labsの旧名でもある。本プロトコルは、イーサリアムブロックチェーン上の暗号資産同士の交換取引を、スマートコントラクトを介して自動で仲介する。2021年12月時点、ユニスワップは世界で最も高い取引高を誇る分散型取引所（DEX: Decentralized Exchange）となっている。

## 歴史
ユニスワップは、2018年11月2日にSimens社の元機械設計エンジニアであるHayden Adamsによってローンチされた。開発元のUniswap Labsは、アンドリーセン・ホロウィーツ、Union Square Venturesなどを含む複数のベンチャーキャピタルから株式を用いて出資を受けている。2021年11月時点におけるユニスワップの平均取引高は約2兆ドル（約230兆円）に及んでいる。ユニスワップのバージョン1（V1）は、2018年11月に自動マーケットメーカー（AMM: Automated-market-maker）型のDEXの実証実験としてローンチされた。バージョン2（V2）は2020年3月、そして特定の価格帯域における流動性供給を可能にしたバージョン3（V3）は2021年5月にローンチされている。

## 概要
ユニスワップは、暗号資産やトークンの交換に使用される分散型金融プロトコルであり、ビットフライヤーやバイナンスなどの中央集権的な暗号資産取引所とは対照的に、分散型のブロックチェーンネットワーク上でオープンソースソフトウェアとして提供されている。 プロトコルの変更は、UNIと呼ばれるガバナンストークン（議決権となる暗号資産）によって行われ、その後開発チームによって実装される。UNIはローンチ当初、2020年月1日以前にユニスワップを利用していた初期ユーザー（イーサリアムアドレス）に400UNIずつ配布された。2021年11月時点で、UNIの時価総額は1兆円を超えている。

## プロトコル
ユニスワップは、取引板（オーダーブック）を用いて暗号資産の交換を仲介する中央集権的な取引所とは対照的に、流動性プールを利用し、より効率的な市場を形成することを目指している。 流動性供給者（LP: Liquidity Provider）と呼ばれる個人やトレーディング・ボットが、ユニスワップのスマートコントラクトに任意の暗号資産ペアを預け入れることで、一般のユーザーはそれらの暗号資産を売買できるようになる。以上の流動性供給の見返りとして、流動性供給者にはその取引ペアで得られる取引手数料の一定割合が分配される。
ある流動性プール内の暗号資産ペアの交換レート、すなわち価格は、取引が生じる度に同ペアの預託量の比率が変化し再計算が行われることで変化する。暗号資産を上場させる際の手数料は存在せずかつユーザー登録も必要ないため、多くのトークンが取引可能かつ多くのユーザーが参加可能な暗号資産取引所となっている。 オープンソースの暗号資産でフォークが起こるのと同様に、ユニスワップのコードをコピーして新しい分散型取引所を作ることも可能であり、実際にSushiswapやPancakeswapなど無数のフォーク事例が見られる。